# ピアゴイセザキ店
ピアゴイセザキ店（ピアゴイセザキてん）は、かつて神奈川県横浜市中区伊勢佐木町に所在し、ユニー株式会社が運営していたショッピングセンターである。立地的に、かなり古くからの歴史を有する店舗を建替えて再開店していた。

## 概要
横浜市の由緒ある繁華街、「伊勢佐木町商店街」の中にあるショッピングセンターで、歩行者天国となるメインストリートに面していた。駐車場を設置しておらず、近隣には大型スーパーマーケットが少ないこともあり、近隣の高齢者の利用が多く、食料品売場を中心に比較的終日にわたって賑わいを見せる店舗であった。
店舗は建て替えられ、2015年（平成27年）7月1日にプレオープンし、同月3日にグランドオープンしていた。
新店舗は、鉄骨造地上3階建て。食料品フロアはユニー初の2層化店舗とし旧店舗比3割増に拡大。外国人や単身世帯が多い商圏客層に対応していた。
2020年（令和2年）8月9日をもって閉店している。閉店後の跡地利用は未定となっていたが、翌年早春から建物が解体された。跡地利用は、株式会社長谷工コーポレーションが主体となる「中区伊勢佐木町3丁目計画」によって、15階建て共同住宅（218戸）兼店舗の建設が進められている。2024年（令和6年）11月竣工予定

### 存在時の店舗フロア構成
| 階 | フロア概要                                             |
| -- | ------------------------------------------------------ |
| 3F | 紳士服、婦人服、服飾雑貨、インナー、寝具、リビング用品 |
| 2F | 鮮魚、精肉、青果、日用雑貨                             |
| 1F | 一般食料品、酒販、惣菜                                 |

※2015年（平成27年）7月時点

## 旧店舗概要
旧店の特筆すべき事項として、ユニーの前身「ほていや」（創業地は伊勢佐木町）によって、1969年（昭和44年）に継承開店された店舗であり、さらにその前身は、1919年（大正8年）呉服店として創業。戦後、百貨店に業態転換し、屋上にあった赤色の灯台を模した構築物から、通称“赤トーダイ”と呼ばれた「松喜屋」である。
松喜屋は、1968年（昭和43年）に百貨店からGMSに業態変更している。しかし、スーパー経営のノウハウが少なく近隣に同業他社の進出が噂されたため、競争力の行き詰まりを感じてノウハウ豊かなほていやに株式を売却。松喜屋は同社の子会社となり、同店のデベロッパーとして会社存続したが、1976年（昭和51年）8月にユニーに吸収合併されている。松喜屋からほていや時代にかけて、屋上には遊戯施設が設けられていた。
建物は百貨店風の雰囲気を漂わせ、1957年（昭和32年）からの建物を増改築しているとみられており、建物の基幹部分は築50年を超えていた可能性がある。建築基準法の耐震基準が強化される前の建物であり、老朽化が進んだことにより、2013年（平成25年）8月18日をもって閉店し、翌年8月から建替え店舗（3階建て）の建設に着手している。
1964年の日活映画「月曜日のユカ」の劇中で度々台詞に登場する「赤灯台」は松喜屋時代の同店である。

### 旧店舗フロア構成
| 階 | フロア概要                                                 |
| -- | ---------------------------------------------------------- |
| 5F | エブリワン（リサイクル）                                   |
| 4F | リビング、化粧品、文具、生活雑貨                           |
| 3F | ベビー・子供服、肌着、寝装、インテリア                     |
| 2F | 紳士服、婦人服、服飾雑貨、靴、アクセサリー、サンリフォーム |
| 1F | 一般食料品、酒販、惣菜、日用雑貨                           |

※2013年（平成25年）6月時点

### 旧店舗における備考情報
- エスカレーターは昇りのみが3階まで設置され、客用エレベーターは2基設置されていた。客用階段はエレベーターをコの字型に囲むように造られていた。
- 4、5階は後に増築されており、面積が1-3階よりも狭くなっていた。
- トイレは2、3、5階に設置されていた。
- 2008年まで5階は自転車、家電、文房具売場、書店となっていたが2009年に閉鎖され、後にリサイクルショップ「エブリワン」が入居して再開している。なお、リサイクルショップは閉店に先立ち2013年6月中に近隣へ移転している。
- 5階から屋上に続く階段の踊り場に、「屋上お子様遊園」の看板と「躍進！ほていや全国チェーン」と書かれた看板が最後まで残されていた[8]。
- 2009年（平成21年）2月21日、ユニーイセザキ店をピアゴイセザキ店と改称。
- 歩行者用道路の反対側の道路に商品搬入口があり、歩行者天国の妨げにならず商品の搬出入が行われる。
- ユニーホームページの沿革ページに、ほていやとされる建物の白黒写真が掲載されているが、これは閉店した同店である。
- 1階の表通りに面した場所に、戦前からこの地で営業している印章店が入居していたが、2013年春に閉店している。
- 3階には呉服売場としてさが美が出店していたが、先行して撤退している。

## 存在時のアクセス方法

### 鉄道
- 京急本線 日ノ出町駅より徒歩8分
- JR根岸線・横浜市営地下鉄ブルーライン関内駅及び地下鉄伊勢佐木長者町駅からも利用可

## 周辺
- カトレヤプラザ伊勢佐木
- 厳島神社
- 日ノ出町
- 長者町
- 羽衣町